# Corsa Tris
La Corsa Tris detta anche, più semplicemente, Tris è una gara ippica (al trotto o al galoppo) legata ad un concorso nazionale che premia gli scommettitori che indovinano i primi tre piazzati della corsa nell'esatto ordine di arrivo.
La prima corsa Tris in Italia è stata disputata il 20 febbraio 1958 all'ippodromo di Roma Capannelle, con una combinazione vincente di 4-3-5. Questo evento ha segnato l'inizio di un nuovo modo di scommettere sulle corse ippiche in Italia.
Negli anni '80, la Tris era già molto popolare e molti appassionati partecipavano attivamente. È interessante notare come le scommesse ippiche si siano evolute nel tempo, mantenendo sempre un forte legame con la tradizione.
Il gioco è stato gestito dalla SISAL sotto il controllo dell'UNIRE. 
La giocata minima era di 1 euro oggi 0,50 centesimi di euro e consente la vincita indovinando l'ordine esatto dei tre primi piazzati della corsa; la vincita viene determinata dal cumulo del movimento totale di giocate effettuate sulla corsa (quota a totalizzatore). Anche per la Tris, come per altri concorsi similari, è possibile effettuare giocate sistemistiche.
Oggi è possibile giocare la scommessa Tris presso più concessionari di scommesse, sotto la gestione dell'Agenzia delle Dogane e dei Monopoli.
Tradizionalmente l'appuntamento con la Tris era settimanale e la corsa, a meno di situazioni particolari, veniva disputata al venerdì catalizzando l'interesse di tutti gli scommettitori abituali ed occasionali. Si è deciso di disputare più Tris nel corso della settimana. Questo aumento delle occasioni di gioco è stato deciso per aumentare il movimento di scommesse legati alle corse Tris, ma ha anche limitato sia la straordinarietà dell'evento che la quota vincente media delle singole Tris.

## Nella cultura di massa
- Nel film Febbre da cavallo (1976) una cartomante suggerisce a Gabriella, la compagna di Mandrake, di giocare una Tris su tre cavalli ispirati a un otto (fante), un dieci (re), l'asso di spade. Per Mandrake essi sono Soldatino, King e D'Artagnan e curiosamente essi corrono insieme in una corsa Tris a Cesena e conquistano i primi 3 posti. I nomi sono diventati un tormentone per gli appassionati delle scommesse e del film.